# Automerella flexuosa
Automerella flexuosa är en fjärilsart som beskrevs av Felder 1874. Automerella flexuosa ingår i släktet Automerella och familjen påfågelsspinnare. Inga underarter finns listade i Catalogue of Life.